# Мако, Иосиф Иосифович
Иосиф Иосифович Мако (1813, Австрийская империя — 18 октября 1881, Томск, Российская империя) — австрийский художник, переехавший в Томск и принявший российское подданство.

## Биография
Австрийский художник Иосиф Мако переехал в Томск в 1840-е годы. Получил звание неклассного художника по решению Совета Петербургской Академии художеств. Долгое время работал у томского золотопромышленника И. Д. Асташева, в фонде изобразительных источников Томского областного краеведческого музея хранится его альбом рисунков «Собрание видов частных промыслов золота». В архивах французских потомков Иосифа Мако хранится рекомендательное письмо, написанное для него Асташевым в 1858 году.

## Семья
Иосиф Мако женился на томичке Анне Петровне Колосовой. У них было трое детей — Александр, Лидия и Владимир. Александр Мако стал известным сибирским художником-анималистом, его сын — Сергей Мако, также стал художником, эмигрировал во Францию и получил известность в Европе. Потомки Сергея до сих пор живут во Франции, собирают его картины и хранят многие семейные документы. Лидия вышла замуж за действительного статского советника, крестьянского начальника Томского уезда Александра Артемьевича Райского, родила дочь Нину и дала начало линии многочисленных российских потомков Иосифа Мако, многие из которых до сих пор живут в Сибири. О Владимире известно мало.
В 2012 году сибирские и французские потомки Иосифа Мако узнали друг о друге и объединили усилия по восстановлению истории семьи и творчества художников Мако. В сентябре 2013 дочь, внучка, внук и два правнука Сергея Мако совершили путешествие из Франции в Томск и познакомились с картинами художников Мако в Томском областном художественном музее и Томском областном краеведческом музее.